# Cobras & Lagartos
Cobras & Lagartos é uma telenovela brasileira produzida e exibida pela TV Globo de 24 de abril a 17 de novembro de 2006, em 179 capítulos. Substituiu Bang Bang e foi substituída por Pé na Jaca, foi a 70ª "novela das sete" exibida pela emissora.
Teve autoria de João Emanuel Carneiro com a colaboração de Antonia Pellegrino, Denise Bandeira, Vincent Villari e Márcia Prates, foi dirigida por Cininha de Paula, Cláudio Boeckel, Marco Rodrigo e Ary Coslov. A direção geral e de núcleo foram de Wolf Maya.
Contou com Lázaro Ramos, Mariana Ximenes, Daniel de Oliveira, Carolina Dieckmmann, Taís Araújo, Henri Castelli, Marília Pêra, Tania Khalill, Cleo e Carmo Dalla Vecchia nos papéis principais.

## Enredo
O milionário Omar Pasquim (Francisco Cuoco) é dono da Luxus, uma das lojas de departamento mais sofisticadas e conceituadas do país. Avarento e solitário, o empresário – que nunca se casou ou teve filhos – descobre uma grave doença que o matará em poucos meses e têm uma ideia inusitada: disfarçar-se como Pereira, um simples faxineiro da loja, para descobrir a verdadeira face das "cobras" que o cercam. A irmã de Omar, Milu (Marília Pêra), é uma perua falida que vive de aplicar golpes e às turras com o irmão, pois sempre invejou sua fortuna; os filhos dela, a ambiciosa Leona (Carolina Dieckmmann) e o metrossexual Tomás (Leonardo Miggiorin) são dois mauricinhos mimados e sem caráter que vivem a bajular o tio. A única familiar que realmente ama Omar e não almeja seu dinheiro é sua outra sobrinha Bel (Mariana Ximenes), jovem doce e ingênua, criada por ele após a morte dos pais, que prefere viver humildemente como perfumista e violoncelista. 
É disfarçado como Pereira que Omar descobre as verdadeiras intenções do noivo de Bel, Estevão (Henri Castelli), publicitário agressivo e inescrupuloso que se faz passar por bom moço, apenas para casar-se com ela e assumir a presidência da Luxus, além de manter um caso com Leona. Já o pai dele, Otaviano (Herson Capri), é cúmplice do filho em seus golpes e mantém um caso com Milu, traindo sua mulher, a bondosa Celina (Ângela Vieira), braço direito de Omar. Certa noite, ainda sob disfarce, Omar é salvo de um assalto pelo office-boy Duda (Daniel de Oliveira), rapaz honesto e batalhador, criado pela tia Silvana (Totia Meirelles) – que apaixona-se por Pereira – no bairro do Saara, região de comércio popular no centro carioca. Fascinado pelos princípios do jovem, Omar descobre que Duda é apaixonado por Bel e decide juntá-los, fazendo de tudo para proteger o casal das maldades de Leona e Estevão.
Numa tentativa de desmascarar Estevão, Omar cede as chantagens da criminosa Nikki (Tania Khalill), uma ex-funcionária e amante de Estevão, que possui prova de seus crimes. Porém, num atentado armado por Leona Estevão, Milu e Otaviano, Omar é assassinado, morrendo junto com seu mordomo e confidente, Jair (Milton Gonçalves). Em seu testamento, o empresário deixa toda sua herança para Bel e um certo "Daniel Miranda", o nome legítimo de Duda.
A herança acaba indo parar nas mãos do malandro Foguinho (Lázaro Ramos), amigo de Duda, cujo nome verdadeiro também é Daniel Miranda. Morador do Saara, Foguinho é um rapaz azarado e carismático que trabalha como homem-sanduíche, conheceu Omar em vida e vê nessa coincidência a oportunidade de mudar sua vida. Mesmo com crises de consciência e atormentado pelo espírito de Omar, Foguinho é declarado herdeiro legítimo do empresário e assume a presidência da Luxus, criando um divertido paralelo entre a alta sociedade e a periferia emergente. As pessoas que sempre o humilharam passam a bajulá-lo, entre eles sua família, seu pai, o trambiqueiro Ramires (Aílton Graça), sua madrasta Shirley (Elizangela) e seus meio-irmãos Téo (Iran Malfitano) e Sandrinha (Maria Maya); além da ambiciosa Ellen (Taís Araújo), vendedora da Luxus e filha de Jair, que sempre rejeitou o seu amor e decide seduzi-lo para ficar rica. Além de lidar com as armações de Leona e Estevão, Foguinho também é obrigado a ceder às chantagens de Ellen, que ao descobrir a verdade, transforma ele e sua família em seus escravos particulares.
Já o misterioso Luciano (Carmo Della Vecchia) é um rapaz desmemoriado que vive no sul do Brasil e desconhece sua própria história: ele é filho da frágil Teresa (Cássia Kiss), mãe de Estevão e ex-mulher de Otaviano, com Omar, fruto de um caso entre os dois. Ao nascer, o rapaz foi rejeitado por Otaviano, que mentiu para Teresa afirmando que o bebê teria morrido e depois internou a mulher num sanatório. Anos depois, Teresa conseguiu fugir e estabeleceu-se no Saara, passando a trabalhar como chaveira e assumindo o nome de Henriqueta, além de criar o órfão Sushi (Matheus Costa). Ao chegar no Rio de Janeiro, Luciano, até então conhecido como Martim, começa a ter lapsos de memória e encontra apoio na rebelde motoqueira Letícia (Cleo), filha de Otaviano e Celina, que fará de tudo para proteger o amado e desmascarar os crimes do pai e de Estevão. 
No Saara também vive a família da religiosa Eva (Eliane Giardini), católica fervorosa que cria os quatro filhos, Kika (Kika Kalache), Jonas (Gustavo Falcão), Madá (Nanda Costa) e Lurdinha (Bruna Marquezine), sob rédea curta, não permitindo que ambos se aproximem do pai Serafim (Otávio Augusto), um ladrão de jóias adorado por eles. Eles sequer desconfiam que Eva sofre de dupla personalidade, transformando-se, durante suas crises, na cigana Esmeralda, mulher sensual e devassa que escandaliza os homens da região.

## Elenco
| Intérprete          | Personagem                                                       |
| ------------------- | ---------------------------------------------------------------- |
| Lázaro Ramos        | Daniel Miranda Café (Foguinho)                                   |
| Mariana Ximenes     | Maria Isabel Gonçalves Pasquim (Bel)                             |
| Daniel de Oliveira  | Daniel Salgado Miranda (Duda)                                    |
| Carolina Dieckmann  | Leona Pasquim Montini                                            |
| Taís Araújo         | Ellen dos Santos                                                 |
| Henri Castelli      | Estevão Botelho Pacheco                                          |
| Marília Pêra        | Maria Lúcia Pasquim Montini (Milu) / Madame Yonara               |
| Carmo Dalla Vecchia | Luciano Botelho Pasquim / Martim                                 |
| Cleo                | Letícia Pacheco                                                  |
| Tania Khalill       | Nicole Ortega (Nikki) / Lílian Leme / Carla Braga                |
| Herson Capri        | Otaviano Pacheco                                                 |
| Ângela Vieira       | Celina Pacheco                                                   |
| Totia Meireles      | Silvana Salgado Munhoz                                           |
| Cássia Kis          | Teresa Pacheco / Henriqueta das Neves                            |
| Odilon Wagner       | Dr. Alberto Botelho                                              |
| Aílton Graça        | Ramires Miranda Café                                             |
| Elizângela          | Gelciara Miranda Café (Shirley)                                  |
| Maria Maya          | Sandra Miranda Café (Sandrinha)                                  |
| Iran Malfitano      | Teotônio Miranda Café (Téo) / Olavo Menezes de Aragão (Olavinho) |
| Eliane Giardini     | Eva Padilha / Esmeralda                                          |
| Otávio Augusto      | Serafim Padilha                                                  |
| Leonardo Miggiorin  | Tomás Pasquim Montini                                            |
| Luís Melo           | Orã Munhoz / Conchita Muñoz                                      |
| Kika Kalache        | Maria Francisca Padilha (Kika)                                   |
| Nanda Costa         | Maria Madalena Padilha (Madá)                                    |
| Gustavo Falcão      | Jonas Padilha                                                    |
| Mara Manzan         | Marielene da Silva e Silva (Marilene)                            |
| Luíza Mariani       | Júlia Pacheco                                                    |
| Kayky Brito         | Nicolas Salgado Munhoz                                           |
| Cássio Reis         | Murilo Ortega                                                    |
| Walter Breda        | Tufi (Tufo)                                                      |
| Fafy Siqueira       | Valquíria                                                        |
| Stepan Nercessian   | Bandeira                                                         |
| Miguel Nader        | Cardoso                                                          |
| Ken Kaneko          | Zao                                                              |
| Ricardo Pavão       | Delegado Faisão Sampaio                                          |
| Victor Peralles     | Igor                                                             |
| Guilherme Winter    | Flu Melutti                                                      |
| Leonardo Jabbour    | Gus Melutti                                                      |
| Bruna Marquezine    | Maria de Lurdes Padilha (Lurdinha)                               |
| Rafael Ciani        | Geraldo Salgado Munhoz (Geléia)                                  |
| Matheus Costa       | Fernando Alvim (Sushi)                                           |

### Participações especiais
| Intérprete          | Personagem                                     |
| ------------------- | ---------------------------------------------- |
| Francisco Cuoco     | Dr. Omar Pasquim / Vicentino Pereira (Pereira) |
| Milton Gonçalves    | Jair dos Santos                                |
| Renato Rabello      | D.J. Macarrão                                  |
| Tina Kara           | Karina                                         |
| Carolina Magalhães  | Diana                                          |
| Renata Ghelli       | Magali                                         |
| Felipe Camargo      | Sidney / Antônio Carlos Barata                 |
| Bianca Comparato    | Enfª. Rosemary                                 |
| Sérgio Marone       | Miguel Sá                                      |
| Edson Fieschi       | Pasquale Rossi                                 |
| Eri Johnson         | Búfalo / Frei Paulo                            |
| Ernani Moraes       | Biscoito / Frei José                           |
| Antônia Frering     | Camila                                         |
| Isio Ghelman        | Naldo / Dr. Cláudio Bortolotto                 |
| Jacqueline Laurence | Fany Tilde (Tidinha)                           |
| Antonio Negreiros   | Franz Marc                                     |
| Rita Guedes         | Cacá                                           |
| Fernanda Lobo       | Isaura Barbosa                                 |
| Alexia Deschamps    | Dorinha Valadares                              |
| Roney Villela       | Morreu                                         |
| Rômulo Estrela      | Caveira                                        |
| Rafaela Mandelli    | Fernanda                                       |
| Vanessa Machado     | Maria                                          |
| Ivan Cândido        | Padre Valeriano                                |
| Yachmin Gazal       | Greicikeli                                     |
| Pedro Garcia Netto  | Eustáquio                                      |
| Maria Helena Dias   | Bernadete Montini                              |
| Carlos Machado      | Ronaldo                                        |
| Lupe Gigliotti      | Luiza                                          |
| Hugo Resende        | Montanha                                       |
| Camilo Beviláqua    | Detetive Raul                                  |
| Lícia Magna         | Angelina                                       |
| Antônio Fragoso     | Luís Mauro Sá Martino                          |
| Zéu Britto          | Ezequiel                                       |
| Carlos Vieira       | Dr. Fontes                                     |
| Castro Gonzaga      | padre                                          |
| Betty Erthal        | Madre Agapita                                  |
| Maria Lúcia Dahl    | Cliente da Luxus                               |
| Andrea Dantas       | Conceição                                      |
| Alexandra Martins   | Vera                                           |
| Mariah da Penha     | Cleonice                                       |
| Josie Antello       | Sarajane                                       |
| Ana Paula Bouzas    | Lindalva                                       |
| Neuza Amaral        | Mirtes                                         |
| Sylvia Massari      | Elenir                                         |
| Alice Borges        | Leonora                                        |
| Sônia Clara         | Maralisi                                       |
| Ilka Soares         | Clotilde                                       |
| Lionel Fischer      | Dr. Amadeus                                    |
| Léo Fuchs           | Marquinhos                                     |
| Hélio Ribeiro       | Médico que diagnostica Julia com anorexia      |
| Léo Wainer          | Dr. Victor                                     |
| Sérgio Stern        | Médico que atende Leona após acidente          |
| Amir Haddad         | pintor                                         |
| Dudu Azevedo        | Rodrigo[carece de fontes?]                     |
| Lugui Palhares      | Neividson[carece de fontes?]                   |
| Victor Pecoraro     | Robernilson[carece de fontes?]                 |
| Thaís Pacholek      | Katiele (vendedora da Luxus)                   |
| Giselle Batista     | Rafaela (vendedora da Luxus)                   |
| Michelle Batista    | Gabriela (vendedora da Luxus)                  |
| Adriano Garib       | Dono do dar                                    |
| Babu Santana        | Bandido                                        |
| Felippe Sanches     | Samambaia                                      |
| Cláudio Cinti       | Tonico                                         |
| Dja Marthins        | moradora do Saara                              |
| Hilda Rebello       | senhora que ajuda Luciano a fugir da polícia   |
| Isabela Cunha       | Sophia Ortega                                  |
| Flávio Campos       | Daniel Miranda Pasquim                         |
| Frederico Benedini  | Omar (jovem)                                   |
| Miguel Thiré        | Otaviano (jovem)                               |
| Juliana Knust       | Teresa (jovem)                                 |
| Charles Myara       | oficial de justiça                             |
| Ellen Jabour        | Ela mesma                                      |
| Mauricio Silveira   | participação                                   |

## Produção

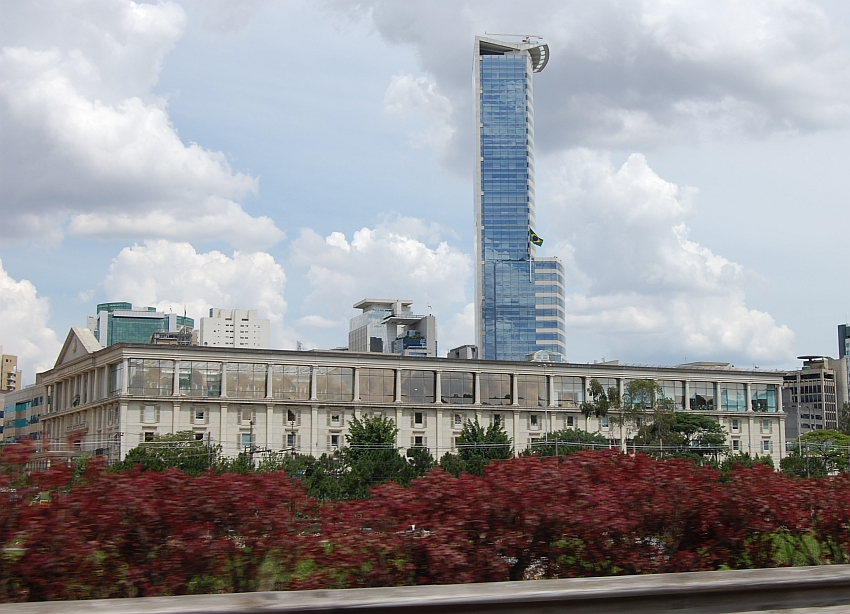
O complexo de artigos de luxo Luxus foi inspirado na real Villa Daslu, de São Paulo.

Após o sucesso de Da Cor do Pecado, a TV Globo encomendou ao autor João Emanuel Carneiro uma novela para o horário das 19h nos mesmos moldes, que misturasse romance e comédia. A principal função da trama era recuperar a audiência espantada pelo baixo desempenho de Bang Bang, que chegou a perder a liderança para Prova de Amor, da RecordTV, pela primeira vez na história do horário. Inicialmente a história teve o título Coração de Ouro, porém foi considerado muito melódico e mudado posteriormente para Cobras & Lagartos para expressar com exatidão a disputa de poder na trama central, além de seguir a tradição de dois nomes compostos das "novelas das sete" – como Plumas e Paetês, Transas e Caretas, Brega & Chique e Cara & Coroa. O cineasta Walter Salles acusou o autor da novela de plagiar o roteiro de seu filme Linha de Passe, no qual um motoboy vive um romance com uma instrumentista de música clássica.
O personagem Foguinho foi inspirado no anti-herói do livro Macunaíma. O complexo de artigos de luxo da trama, a Luxus, foi inspirado na real Villa Daslu, de São Paulo, considerado a "Meca dos Estilistas" pela ostentação dos valores das marcas. No capítulo 147, de 11 de outubro, a personagem de Taís Araújo teve que ficar careca devido a uma armação contra ela, porém a atriz não precisou raspar o cabelo. Foram usadas três toucas de látex, e com uma cola especial, as extremidades delas eram coladas, sobrepostas com uma maquiagem do tom da pele.

### Escolha do elenco
O autor queria Giovanna Antonelli como protagonista Bel mas a atriz não aceitou o convite por causa da direção da novela e foi substituída por Mariana Ximenes. Carolina Dieckmann interpretaria a protagonista de Sinhá Moça e chegou a ensaiar os primeiros capítulos, porém a direção avaliou que a personagem necessitava de um perfil naturalmente forte e remanejou-a para Cobras & Lagartos. Já Bruno Gagliasso, apesar de ser anunciado como o protagonista, foi alvo de uma disputa interna entre João Emanuel Carneiro e Benedito Ruy Barbosa, em que o segundo acabou ganhando, e levando o ator para Sinhá Moça, sendo este substituído por Daniel de Oliveira.
Carmo Dalla Vecchia ganhou seu primeiro papel de destaque após diversas pequenas participações e papeis centrais em tramas da RecordTV, SBT e Band. O ator precisou emagrecer dez quilos por causa da passagem de tempo que ocorre na trama. Sérgio Marone fez uma participação nas últimas semanas da trama, entrando em 20 de outubro de 2006, interpretando Miguel, ex-namorado de Letícia.

### Gravações
Duas cidades cenográficas foram construídas para a novela no Projac: uma delas é inspirada no "Saara", região de comércio popular no centro da cidade do Rio de Janeiro. Nessa cidade encontrava-se desde lojas de brinquedos a camelódromos. Na segunda cidade foi erguido o prédio onde foi instalada a Luxus. Com um pé direito de quinze metros e três andares, a construção seguiu o estilo greco-romano. A parte interna, que reproduzia a sessão de vendas, foi toda montada em estúdio. A novela teve o lixão como cenário de algumas cenas. No capítulo do dia 31 de outubro, o vilão Estevão (Henri Castelli) abandona Leona (Carolina Dieckmann) num grande depósito de lixo, e depois foge, deixando a vilã para trás. Uma cena parecida foi exibida em Da Cor do Pecado, do mesmo autor.

## Repercussão

### Audiência

#### Exibição Original
O capítulo de estreia de Cobras & Lagartos teve média de 35 pontos de audiência, com pico de 38. Nos primeiros meses, a trama manteve uma audiência de razoável a baixa e, no dia 12 de junho de 2006, a trama marcou 40 pontos de audiência, recorde até então. Sua maior audiência foi de 51 pontos, alcançado em 31 de julho de 2006. Em seu último capítulo a novela conseguiu 46 pontos.

#### Reprise
O primeiro capítulo da reprise rendeu à Globo a maior audiência na reestreia de uma novela desde 2009, com 18 pontos na Grande São Paulo, segundo dados consolidados do Ibope. A reprise de Senhora do Destino em 2009, começou com 20 pontos. Tal marca seria superada pela reestreia de Avenida Brasil em 2019, quando registrou 23 pontos. No oitavo capítulo, exibido na segunda semana, a novela registrou 11 pontos na Grande São Paulo, queda de 42% em relação à estreia. Em 8 de agosto de 2014, registrou apenas 9 pontos. O motivo foi a mudança de horário para a transmissão do jogo entre Brasil e Coreia do Sul pelo Grand Prix de Vôlei. Em 3 de setembro registrou apenas 8 pontos, sendo até então a pior audiência da história do Vale a Pena Ver de Novo, sendo mais uma vez prejudicada pela mudança de horário para a transmissão do amistoso de futebol entre Alemanha e Argentina.
Durante a reta final, de dezembro de 2014 a janeiro de 2015, os índices aumentarem, sendo registradas médias entre 14 e 16 pontos. Teve média geral de 12 pontos, sendo a segunda novela menos assistida do Vale a Pena Ver de Novo.

## Exibição
A Globo investiu em Cobras & Lagartos por dois motivos: a novela que antecedeu o horário – Bang Bang – havia sido um fracasso de audiência, e o crescimento da dramaturgia da Record, que preocupava a direção da emissora. Por conta disso, a rede chegou a apelar para cenas de nudez no primeiro capítulo, com duas modelos com os seios à mostra, e também exibiu linguagem vulgar, insinuações de sexo, consumo de drogas lícitas e atos criminosos com lesões corporais ou contra a vida, além de conteúdo violento com presença de armas brancas ou de fogo. Mediante isso, o Ministério da Justiça recebeu inúmeras reclamações de telespectadores e começou a monitorar a trama. Além disso, notificou a emissora para adequar a trama para o horário livre. Após o fim da novela, o órgão moveu um processo contra a Globo, exigindo o pagamento de uma multa milionária, pela exibição de conteúdos inadequados em horário livre. A trama também foi reclassificada para 12 anos.
Depois de várias tentativas, no dia 19 de maio de 2014, a trama foi reclassificada como não adequada para menores de 10 anos, e finalmente pôde ser exibida no Vale a Pena Ver de Novo, dando sequência no lugar de Caras & Bocas.

### Reprises
Foi reapresentada no quadro Novelão da Semana do Vídeo Show de 16 a 20 de julho de 2012, em cinco capítulos, substituindo Celebridade e sendo substituída por Estrela-Guia.
Foi reapresentada no Vale a Pena Ver de Novo de 28 de julho de 2014 a 23 de janeiro de 2015, em 130 capítulos, substituindo Caras & Bocas e sendo substituída por O Rei do Gado.
Foi reexibida na íntegra pelo Viva de 5 de agosto de 2024 a 28 de fevereiro de 2025, substituindo Sinhá Moça e sendo substituída por Caras & Bocas na faixa das 15h30, com reapresentação ás 23h50 e maratona semanal aos domingos das 14h30 às 19h10. Foi também uma das últimas novelas a ser exibida integralmente no Viva, uma vez que o canal teve as suas atividades encerradas em 9 de junho de 2025, sendo substituído pelo Globoplay Novelas, através de uma ação de rebranding feita pelo Grupo Globo.

### Outras mídias
Em 17 de março de 2022, foi disponibilizada pelo Globoplay como parte do Projeto Originalidade, com a atualização para o formato de exibição original; com o formato de imagem restaurado em Full HD, além de aberturas, vinhetas de intervalo e encerramento originais..

### Prêmios e indicações
| Ano  | Prêmio                             | Categoria                   | Indicação                         | Resultado |
| ---- | ---------------------------------- | --------------------------- | --------------------------------- | --------- |
| 2006 | Melhores do Ano                    | Melhor Ator                 | Lázaro Ramos                      | Venceu    |
| 2006 | Melhores do Ano                    | Melhor Atriz                | Taís Araújo                       | Venceu    |
| 2006 | Melhores do Ano                    | Melhor Atriz Coadjuvante    | Cleo                              | Venceu    |
| 2006 | Melhores do Ano                    | Melhor Ator ou Atriz Mirim  | Rafael Ciani                      | Venceu    |
| 2006 | Meus Prêmios Nick                  | Atriz Favorita              | Mariana Ximenes                   | Venceu    |
| 2006 | Meus Prêmios Nick                  | Atriz Favorita              | Carolina Dieckmann                | Indicada  |
| 2006 | Meus Prêmios Nick                  | Ator Favorito               | Daniel de Oliveira                | Indicado  |
| 2006 | Troféu APCA                        | Melhor Ator                 | Lázaro Ramos                      | Venceu    |
| 2006 | Prêmio Faz Diferença - O Globo     | Revista da TV               | Lázaro Ramos e Carolina Dieckmann | Venceu    |
| 2006 | Prêmio Extra de Televisão          | Melhor Ator                 | Lázaro Ramos                      | Venceu    |
| 2007 | Troféu Imprensa[carece de fontes?] | Melhor Novela               | João Emanuel Carneiro             | Indicado  |
| 2007 | Troféu Imprensa[carece de fontes?] | Melhor Ator                 | Lázaro Ramos                      | Indicado  |
| 2007 | Troféu Imprensa[carece de fontes?] | Melhor Atriz                | Taís Araújo                       | Indicada  |
| 2007 | Troféu Internet                    | Melhor Ator                 | Lázaro Ramos                      | Indicado  |
| 2007 | Meus Prêmios Nick                  | Atriz Favorita              | Taís Araújo                       | Venceu    |
| 2007 | Meus Prêmios Nick                  | Ator Favorito               | Lázaro Ramos                      | Venceu    |
| 2007 | Prêmio Contigo! de TV              | Melhor Novela ou Minissérie | João Emanuel Carneiro             | Indicado  |
| 2007 | Prêmio Contigo! de TV              | Melhor Autor                | João Emanuel Carneiro             | Indicado  |
| 2007 | Prêmio Contigo! de TV              | Melhor Atriz                | Taís Araújo                       | Indicada  |
| 2007 | Prêmio Contigo! de TV              | Melhor Atriz                | Carolina Dieckmann                | Indicada  |
| 2007 | Prêmio Contigo! de TV              | Melhor Ator                 | Lázaro Ramos                      | Venceu    |
| 2007 | Prêmio Contigo! de TV              | Melhor Atriz Coadjuvante    | Cleo                              | Indicada  |
| 2007 | Prêmio Contigo! de TV              | Melhor Atriz Coadjuvante    | Marília Pêra                      | Indicada  |
| 2007 | Prêmio Contigo! de TV              | Melhor Atriz Revelação      | Nanda Costa                       | Indicada  |
| 2007 | Prêmio Contigo! de TV              | Melhor Atriz Infantil       | Bruna Marquezine                  | Indicada  |
| 2007 | Prêmio Contigo! de TV              | Melhor Ator Infantil        | Rafael Ciani                      | Indicado  |
| 2007 | Prêmio Contigo! de TV              | Melhor Ator Infantil        | Matheus Costa                     | Indicado  |
| 2007 | Prêmio Contigo! de TV              | Melhor Par Romântico        | Taís Araújo e Lázaro Ramos        | Indicados |
| 2007 | Prêmio Contigo! de TV              | Melhor Par Romântico        | Cleo e Carmo Dalla Vecchia        | Indicados |
| 2007 | Prêmio Contigo! de TV              | Melhor Diretor              | Wolf Maya                         | Indicado  |
| 2007 | Prémio Emmy Internacional          | Melhor Ator                 | Lázaro Ramos                      | Indicado  |

## Música

### Nacional
Capa: Mariana Ximenes
| N.º | Título                  | Música                        | Personagem        | Duração |  |
| 1.  | "Pra Ser Sincero"       | Marisa Monte                  | Bel e Duda        | 02:50   |  |
| 2.  | "O Sol"                 | Jota Quest                    | Letícia           | 04:18   |  |
| 3.  | "Tiro Onda"             | Jair Oliveira                 | Foguinho          | 04:04   |  |
| 4.  | "Quando a Chuva Passar" | Ivete Sangalo                 | Bel e Duda        | 04:06   |  |
| 5.  | "Outra Vez"             | Ivo Pessoa                    | Eva e Serafim     | 03:39   |  |
| 6.  | "Totalmente Demais"     | Perlla                        | Ellen             | 03:04   |  |
| 7.  | "Muito Perigoso"        | Preta Gil                     | Nikki             | 03:33   |  |
| 8.  | "Erva Venenosa"         | Rita Lee                      | Leona             | 03:57   |  |
| 9.  | "Fullgás"               | Marina Lima                   | Júlia             | 03:59   |  |
| 10. | "Vento No Litoral"      | Legião Urbana                 | Pereira e Silvana | 06:05   |  |
| 11. | "Alô! Alô! Marciano"    | Elis Regina                   | Abertura          | 03:59   |  |
| 12. | "The Frog"              | Sergio Mendes                 | Luxus             | 03:50   |  |
| 13. | "Porto Dos Sonhos"      | Ricardo Ottoboni & Iuri Cunha | Henriqueta        | 03:29   |  |

### Internacional
Capa: Daniel de Oliveira
| N.º | Título                        | Música                         | Personagem        | Duração |  |
| 1.  | "Ooh La La"                   | Goldfrapp                      | Geral             | 03:18   |  |
| 2.  | "Incredible"                  | The Shapeshifters              | Festas            | 03:50   |  |
| 3.  | "Stickwitu"                   | The Pussycat Dolls feat. Avant | Romântico geral   | 03:32   |  |
| 4.  | "Story Of My Life"            | Frankie J.                     | Letícia e Luciano | 04:44   |  |
| 5.  | "From The Bottom Of My Heart" | Stevie Wonder                  | Bel e Duda        | 04:02   |  |
| 6.  | "Jerk It Out"                 | The Caesars                    | Lagartos Voadores | 03:23   |  |
| 7.  | "Advertising Space"           | Robbie Williams                | Leona e Duda      | 04:50   |  |
| 8.  | "Bom Bom Bom"                 | Living Things                  | Martim            | 03:06   |  |
| 9.  | "The World Is Mine"           | David Guetta                   | Ellen             | 06:10   |  |
| 10. | "Time 2 Love"                 | Ramada & Gottsha               | Geral             | 03:53   |  |
| 11. | "No Worries"                  | Simon Webbe                    | Luciano e Celina  | 03:38   |  |
| 12. | "Why Dont’t You Kiss Her?"    | Jesse McCartney                | Nikki             | 03:32   |  |
| 13. | "Young at Heart"              | Barry Manilow                  | Festas            | 09:55   |  |
| 14. | "Stormy Weather"              | Etta James                     | Celina            | 03:11   |  |
| 15. | "So Deep"                     | House Brothers                 | Festas            | 07:39   |  |

### Saara
Capa: Logotipo da telenovela
| N.º | Título                   | Música                                    | Duração |  |
| 1.  | "Show"                   | Mc Leozinho                               | 03:19   |  |
| 2.  | "Meu Gol De Placa"       | Latino                                    | 03:11   |  |
| 3.  | "Rap Do Real"            | Pedro Luís e a Parede                     | 03:38   |  |
| 4.  | "Vira De Ladinho"        | Malha Funk                                | 03:23   |  |
| 5.  | "Malandragem, Se Segure" | Wilson Sideral, Rogério Flausino e Motirô | 04:53   |  |
| 6.  | "Pega Geral"             | Dudu Nobre                                | 03:14   |  |
| 7.  | "Cuidado Com O Negão"    | Alexandre Pires                           | 03:05   |  |
| 8.  | "Piriripiti"             | Babado Novo                               | 03:56   |  |
| 9.  | "Pega Leve"              | Cariciar                                  | 03:42   |  |
| 10. | "Eu Já De Você"          | Gino & Geno                               | 03:25   |  |
| 11. | "Os Corações Não Iguais" | Hugo e Tiago                              | 04:32   |  |
| 12. | "Adio Mânei"             | Gleison Túlio                             | -       |  |
| 13. | "Levanta a Mão"          | Melody Gardot                             | 02:43   |  |
| 14. | "Lovin You"              | Leilah Moreno                             | 03:48   |  |
| 15. | "Areia Pro Meu Caminhão" | The Originals                             | 03:40   |  |

### Outras canções
Cobras & Lagartos conta ainda com as seguintes canções:
- "How Insensitive", Laura Fygi (tema de Omar Pasquim)
- "The Pink Panther Theme", Henry Mancini (tema de Milu)